# Bodil Jørgensen
Bodil Jørgensen (Vejle, 3 marzo 1961) è un'attrice danese.

## Biografia
Si è avvicinata alla recitazione mentre studiava letteratura inglese all'Università di Aarhus, diplomandosi poi al Den Danske Scenekunstskole nel 1990. Da allora ha recitato assiduamente al cinema, teatro e televisione. A livello internazionale è nota soprattutto per la sua interpretazione nel film Idioti di Lars von Trier (1998), che le è valsa il Premio Bodil e il Premio Robert alla migliore attrice. Successivamente avrebbe vinto nuovamente il Premio Robert nel 2011 per Nothing's all Bad, nel 2013 per Hvidsten Gruppen, nel 2015 per All Inclusive e nel 2017 per la serie televisiva Rytteriet. 

## Filmografia parziale

### Cinema
- Idioti (Idioterne), regia di Lars von Trier (1998)
- Anklaget, regia di Jacob Thuesen (2005)
- Terribly Happy (Frygtelig lykkelig), regia di Henrik Ruben Genz (2008)
- Oldboys, regia di Nikolaj Steen (2009)
- In un mondo migliore (Hævnen), regia di Susanne Bier (2010)
- Nothing's all Bad (Smukke mennesker), regia di Mikkel Munch-Fals (2010)
- Love Is All You Need (Den skaldede frisør), regia di Susanne Bier (2012)
- Second Chance (En chance til), regia di Susanne Bier (2014)
- Una folle passione (Serena), regia di Susanne Bier (2016)

### Televisione
- Seaside Hotel (Badehotellet) - serie TV, 63 episodi (2013-2024)
- Julefeber - serie TV, 24 episodi (2020)

### Doppiaggio
- Ronal Barbaren, regia di Thorbjørn Christoffersen, Philip Einstein Lipski e Kresten Vestbjerg Andersen (2011)
- Rosa e il troll di pietra (Roselil og stentrolden), regia di Karla Nor Holmbäck (2023)

## Doppiatrici italiane
- Paola Giannetti in Love Is All You Need
- Mirta Pepe in Seaside Hotel